# سیارک ۱۱۴۱۹
سیارک ۱۱۴۱۹ (به انگلیسی: 11419 Donjohnson، نامگذاری:1999KS2) یازده هزار و چهارصد و نوزدهمین سیارک کشف شده‌است که در ۱۶ مه ۱۹۹۹ کشف شد.
قدر مطلق سیارک برابر ۳۳.۸ است.